# 克里維里赫區
克里維里赫區（烏克蘭語：Криворізький район），又按俄语名译为克里沃羅格區（俄语：Криворожский район），是烏克蘭第聶伯羅彼得羅夫斯克州的一個區，位於該國中部，行政中心設於克里维里赫，面積为5,717.4平方公里，人口数量为755,667人（2021年估计）。

## 历史
2020年7月18日作为乌克兰行政区划改革的一部分，第聶伯羅彼得羅夫斯克州的区份数量减至7个，克里維里赫區的面积显著增加。原阿波斯托洛韋區、希羅凱區、索菲伊夫卡區，以及克里维里赫市镇合并至克里維里赫區。改革前克里維里赫區的面积为1,347平方公里，2020年人口数量为43,807人。

## 行政區劃
克里維里赫區下劃分為15個市鎮：
- 克里維里赫市鎮（烏克蘭語：Криворізька міська громада） (市級，行政中心：克里維里赫)
- 阿波斯托洛韋市鎮（烏克蘭語：Апостолівська міська громада） (市級，行政中心：阿波斯托洛韋)
- 澤列諾多利斯克市鎮（烏克蘭語：Зеленодольська міська громада） (市級，行政中心：澤列諾多利斯克)
- 索菲伊夫卡市鎮（烏克蘭語：Софіївська селищна громада） (鎮級，行政中心：索菲伊夫卡)
- 希羅凱市鎮（烏克蘭語：Широківська селищна громада） (鎮級，行政中心：希羅凱)
- 瓦庫洛韋市鎮（烏克蘭語：Вакулівська сільська громада） (村級，行政中心：瓦庫洛韋（烏克蘭語：Вакулове）)
- 赫萊尤瓦特卡市鎮（烏克蘭語：Глеюватська сільська громада） (村級，行政中心：赫萊尤瓦特卡（烏克蘭語：Глеюватка）)
- 赫雷恰尼波德市鎮（烏克蘭語：Гречаноподівська сільська громада） (村級，行政中心：赫雷恰尼波德)
- 赫魯希夫卡市鎮（烏克蘭語：Грушівська сільська громада） (村級，行政中心：赫魯希夫卡（烏克蘭語：Грушівка (Криворізький район)）)
- 德夫拉多韋市鎮（烏克蘭語：Девладівська сільська громада） (村級，行政中心：德夫拉多韋)
- 卡爾皮夫卡市鎮（烏克蘭語：Карпівська сільська громада） (村級，行政中心：卡爾皮夫卡（烏克蘭語：Карпівка (Криворізький район)）)
- 洛祖瓦特卡市鎮（烏克蘭語：Лозуватська сільська громада） (村級，行政中心：洛祖瓦特卡（烏克蘭語：Лозуватка (Криворізький район)）)
- 尼瓦特魯多瓦市鎮（烏克蘭語：Нивотрудівська сільська громада） (村級，行政中心：尼瓦特魯多瓦（烏克蘭語：Нива Трудова）)
- 新拉蒂夫卡市鎮（烏克蘭語：Новолатівська сільська громада） (村級，行政中心：新拉蒂夫卡（烏克蘭語：Новолатівка）)
- 新皮利亞市鎮（烏克蘭語：Новопільська сільська громада） (村級，行政中心：新皮利亞（烏克蘭語：Новопілля (Криворізький район)）)